# Kennedy Grove
Kennedy Grove – park im. Johna F. Kennedy'ego rozciągający się na obszarze 8 ha. Popularne miejsce wypoczynku wśród mieszkańców Malty, znajdujące się na obrzeżach miejscowości Qawra i Saint Paul’s Bay. 
Stanowi część obszaru chronionego Is-Salini, składającego się również z bagien solankowych (ang. saline marshland), basenów solankowych (ang. Salina Salt Pans).
Kennedy Grove ma status obszaru o znaczeniu ekologicznym (ang. Area of Ecological Importance) i azylu dla ptaków (ang. bird sanctuary).

## Historia
W 1964 r. maltański rząd - kilka miesięcy po przeprowadzeniu zamachu na prezydenta USA Johna F. Kennedy'ego - zadecydował o budowie parku ku jego czci. W ten sposób mieszkańcy Malty chcieli okazać wdzięczność prezydentowi Kennedy'emu za jego udział w odzyskaniu niepodległości przez Maltę.
Budowa parku na obszarze słonych bagien została ostatecznie współfinansowana przez rząd USA oraz amerykańskich obywateli mieszkających na Malcie.